# Henri de Man
Henri de Man, po flamandzku Hendrik de Man (ur. 1885, zm. w 1953 r. w Szwajcarii) – belgijski neosocjalistyczny działacz polityczny i publicysta oraz teoretyk, wiceprezydent, a następnie prezydent Belgijskiej Partii Robotniczej, minister prac publicznych w okresie międzywojennym.
W okresie przed wybuchem I wojny światowej był aktywnym działaczem socjalistycznym. Podczas wojny popierał aliantów zachodnich. Po jej zakończeniu podjął studia z socjologii na Uniwersytecie Waszyngtońskim w Seattle w USA. Następnie przeniósł się do Niemiec, gdzie zajmował się kwestami rozwoju nowoczesnego socjalizmu i społeczeństwa, publikując prace na ten temat. Krytykował marksizm z pozycji socjalnych. Po powrocie do Belgii został wiceprezydentem Belgijskiej Partii Robotniczej (Parti ouvrier belge, POB), a po śmierci dotychczasowego prezydenta Emile’a Vandervelde w 1938 roku objął jego funkcję. Na początku lat 30. opracował plan gospodarczy pod nazwą „Het Plan De Man”, wzorujący się na Nowym Ładzie prezydenta USA Franklina Delano Roosevelta. Został on wprowadzony w życie w 1933 roku. Miał poprzez szeroko zakrojone roboty publiczne i interwencjonizm państwa doprowadzić do odbudowania gospodarki belgijskiej po kryzysie gospodarczym, a jednocześnie zablokować próby przejęcia władzy przez ugrupowania faszystowskie i skrajnie prawicowe. W 1935 roku Henri de Man został ministrem prac publicznych, dzięki czemu mógł osobiście nadzorować realizację swojego planu. Był gorącym zwolennikiem króla Leopolda III i jego matki królowej Elżbiety.
Po najeździe Niemiec na Belgię i kapitulacji w maju 1940 roku, podjął decyzję o samorozwiązaniu Belgijskiej Partii Robotniczej. Opublikowany przez niego w lipcu 1940 r. manifest do socjalistów stwierdzał, że dzięki załamaniu się systemu parlamentarnego i panowania plutokracji w nowych warunkach rysuje się perspektywa sprawiedliwości społecznej oraz zapowiadał utworzenie Organizacji Odrodzenia Narodowego. W tym celu de Man dokonał zjednoczenia związków zawodowych pod patronatem niemieckim w Unię Pracowników Umysłowych i Fizycznych (UTMI). Ze względu na probelgijskie (tj. unitarystyczne) poglądy został represjonowany przez flamandzkich kolaborantów nazistowskich i przez hitlerowskie władze, po Wielkanocy 1941 roku, zabroniły mu one wystąpień publicznych. Wyjechał on z Belgii i zamieszkał w La Clusaz, w Saubaudii we Francji. Po zajęciu Belgii przez aliantów zbiegł do Szwajcarii. W kraju skazano go zaocznie za kolaborację z Niemcami.
Zginął w 1953 roku w wypadku samochodowym.